# Numarán
Numarán är en kommunhuvudort i Mexiko.   Den ligger i kommunen Numarán och delstaten Michoacán de Ocampo, i den centrala delen av landet, 300 km väster om huvudstaden Mexico City. Numarán ligger 1 625 meter över havet och antalet invånare är 4 524.
Terrängen runt Numarán är huvudsakligen platt, men söderut är den kuperad. Numarán ligger nere i en dal. Runt Numarán är det ganska tätbefolkat, med 104 invånare per kvadratkilometer. Närmaste större samhälle är La Piedad Cavadas, 12,8 km nordväst om Numarán. Trakten runt Numarán består till största delen av jordbruksmark.